# Часовня Стефана Великопермского
Часовня Стефана Великопермского — часовня в Перми, построенная в честь Стефана Пермского. Расположена на углу Петропавловской улицы и Комсомольского проспекта.
Полное наименование — «Часовня и братство во имя Святителя Стефана, Епископа Пермского, и его преемников Герасима, Питирима и Ионы».

## История
В 1880 г. по инициативе протоиерея Евгения Алексеевича Попова (1824—1888 гг.) был создан временный комитет, целью которого было сооружение в городе часовни в честь 500-летия проповеди Стефана Пермского. В дальнейшем этот комитет, переименованный в «Общество к поддержанию чистоты нравов в народе по духу православной церкви», и финансировал постройку часовни.
Закладка каменной часовни на углу улиц Петропавловской и Кунгурской состоялась 26 апреля 1882 г. в день Стефана Пермского, а её освящение — 4 октября 1887 г., проведённое епископом Чебоксарским Кириллом. Здание часовни было одноэтажным, выполненным в русском стиле, с высокими узкими одностворчатыми окнами с овальным верхом. Автором проекта здания являлся пермский городской архитектор В. В. Попатенко
В следующем 1888 г. здесь была открыта первая в Перми двухклассная церковно-приходская школа. В 1890—1891 г. для неё был построен двухэтажный каменный пристрой, в 1891 г. здесь же открылась церковно-учительская школа для подготовки псаломщиков, в 1892 г. — воскресная школа для взрослых и для учителей псаломщиков, а с 1896 г. здесь работала бесплатная библиотека-читальня.
17 октября 1912 г. в здании часовни было открыто Епархиальное церковно-археологическое общество, которое начало выпускать свой журнал «Пермское церковно-археологическое общество».
После Октябрьской Революции здание часовни подверглось перестройке. Здание было поделено на два этажа, прежние высокие окна были заделаны, а вместо них на каждом этаже были пробиты по 10 новых окон. 7 мая 1920 г. в здании был открыт коммунистический университет. В последующие годы здесь размещались курсы Высшей партийной советской школы, канцелярия губпросветшколы; затем в бывшей часовне работала музыкальная школа, и до 1996 г. — детский сад № 72.
7 мая 1996 г. была открыта мемориальная доска в честь Стефана Пермского, автор — А. Ю. Екубенко. Эта доска была освящена епископом Пермским и Соликамским Афанасием. Надпись на доске гласила: «Часовня и братство во имя святителя Стефана, епископа Пермского, и его преемников Герасима, Питирима и Ионы заложена 9 мая 1882 в память 500-летия со дня первой проповеди св. Стефана в земле Пермской, построена на всенародное пожертвование по проекту губернского архитектора В. В. Попатенко». Через некоторое время мемориальная доска была снята, её заменил деревянный щит с такой же надписью, который в 2009 г. был демонтирован.
3 июня 1996 г. здесь состоялось общественное богослужение, которое было посвящено памяти протоиерея Евгения Попова.
В 2012—2013 гг. проведена реконструкция фасада часовни, был возвращен первоначальный вид полузакругленных окон, из старого кирпича.
В настоящее время в здании работает часовня, а в пристрое — православный паломнический центр.